# 西咸一
西咸一，即天蠍座ξ（Xi Scorpii，ξ Sco）或天秤座51（51 Librae），是一個在天球上位於天蠍座的五合星系統。

## 名稱
天蠍座ξ（ξ Scorpii，拉丁化為Latinized to Xi Scorpii）是西咸一的拜耳命名法名稱，並且它沒有佛蘭斯蒂德命名法的名稱或一個固有名稱。不過西咸一曾經被錯誤地稱為Graffias，而這稱呼也曾被用於房宿四 （天蠍座β）。此外，西咸一曾經被編號為天秤座51 。之後因為該星被劃分入天蠍座，該名稱已不再使用。
西咸一系統中的5顆行星各有不同編號。然而，各星表中有部分編號對應超過1顆恆星。天蠍座ξA、B和C這三顆恆星之間距離相當接近，在許多星表中是共用一個編號，而D和 E 有時也有自己的編號。
| 成員星   | HR   | HD     | SAO    | HIP   | GJ   |
| -------- | ---- | ------ | ------ | ----- | ---- |
| 天蠍座ξA | 5978 | 144070 | 159665 | 78727 | 9540 |
| 天蠍座ξB | 5977 | 144069 | 159665 | 78727 | 9540 |
| 天蠍座ξC | 無   | none   | 159666 | 78727 | 9540 |
| 天蠍座ξD | 無   | 144087 | 159668 | 78738 | 9541 |
| 天蠍座ξE | 無   | 144088 | 159670 | 78739 | 9541 |

## 恆星系統狀態
西咸一是一個5合星系統，並且該系統可再分為兩個次系統，並且在天球上互相距離4.7角分（0.08°）。
亮度較高的次系統包含恆星天蠍座ξA、B和C。A和B是黃白色的F型主序星，其中A星的光度與表面溫度稍高於B星。A和B星在天球上平均相距0.744角秒，兩者以45.9年軌道週期互相環繞。亮度較低的C（視星等7）則以A和B距離約10倍的軌道半徑環繞A和B，天球上距離約7.6角秒。
另一個包含天蠍座ξD和E星的次系統則都是K型主序星，兩者天球上相距11.9角秒。目前已知D和E星之間有重力交互作用，並且和系統另外3顆恆星之間也有重力作用，因為這幾顆恆星的自行值相接近。
另外距離D星81角秒還有一顆視星等11的天蠍座ξF，但目前仍無法確認該恆星是否與另外5顆恆星之間受到重力相互束縛。因此天文學家目前尚未確認F星是否為該系統成員星。

## 外部連結
- WikiSky上关于西咸一的内容：DSS2, SDSS, GALEX, IRAS, 氢α, X射线, 天文照片, 天图, 文章和图片
- . SolStation.   [2017-10-11]. （原始内容存档于2021-01-25）.
- Kaler, James B. . stars.astro.illinois.edu.   [2017-10-11]. （原始内容存档于2021-04-15）.